# Linnea Killander
Linnea Killander, född 20 januari 1993, är en svensk friidrottare, kortdistanslöpning. Hon tävlar för Malmö AI.
Killander deltog vid U23-EM i Tallinn på 200 meter men slogs ut i försöken.
Vid Europamästerskapen i Amsterdam år 2016 var Killander tillsammans med Pernilla Nilsson, Elin Östlund och Isabelle Eurenius med i det svenska korta stafettlaget som slogs ut i försöksheatet (tid 44,27).

## Personliga rekord
| Utomhus - 100 meter – 11,85 (Skara, Sverige 6 juni 2016) - 200 meter – 23,81 (Skara, Sverige 19 juni 2016) - 400 meter – 54,05 (Leigh, Storbritannien 9 juni 2019) - 400 meter häck – 1:01,88 (Borås, Sverige 1 september 2013) | Inomhus - 60 meter – 7,84 (Sheffield, Storbritannien 10 februari 2018) - 200 meter – 24,45 (Göteborg, Sverige 6 februari 2016) - 400 meter – 56,76 (Lee Valley, Storbritannien 20 januari 2019) - 60 meter häck – 9,01 (Göteborg, Sverige 1 februari 2014) |